# Кен Флетчер
Кен Флетчер (англ. Ken Fletcher; 15 червня 1940 — 11 лютого 2006) — колишній австралійський тенісист.
Найвищу одиночну позицію світового рейтингу — 10 місце досяг 1966 (за даними Ленса Тінґея), парну — 1 місце — 1964 року.
Перемагав на турнірах Великого шолома в парному та змішаному парному розрядах.
Завершив кар'єру 1973 року.

## Фінали на турнірах Великого шлему

### Одиночний розряд: 1 (1 поразка)
| Результат | Рік  | Турнір              | Покриття | Суперник    | Рахунок       |
| --------- | ---- | ------------------- | -------- | ----------- | ------------- |
| Поразка   | 1963 | Чемпіонат Австралії | Трава    | Рой Емерсон | 3–6, 3–6, 1–6 |

### Парний розряд: 9 (2–7)
| Результат | Рік  | Турнір               | Покриття | Партнер      | Суперники                | Рахунок                   |
| --------- | ---- | -------------------- | -------- | ------------ | ------------------------ | ------------------------- |
| Поразка   | 1963 | Чемпіонат Австралії  | Трава    | Джон Ньюкомб | Боб Г'юїтт Фред Столл    | 2–6, 6–3, 3–6, 6–3, 3–6   |
| Поразка   | 1964 | Чемпіонат Австралії  | Трава    | Рой Емерсон  | Боб Г'юїтт Фред Столл    | 4–6, 5–7, 6–3, 6–4, 12–14 |
| Перемога  | 1964 | Чемпіонат Франції    | Ґрунт    | Рой Емерсон  | Джон Ньюкомб Тоні Роч    | 6–3, 6–4                  |
| Поразка   | 1964 | Вімблдонський турнір | Трава    | Рой Емерсон  | Боб Г'юїтт Фред Столл    | 5–7, 9–11, 4–6            |
| Поразка   | 1965 | Чемпіонат Франції    | Ґрунт    | Боб Г'юїтт   | Рой Емерсон Фред Столл   | 8–6, 3–6, 6–8, 2–6        |
| Поразка   | 1965 | Вімблдонський турнір | Трава    | Боб Г'юїтт   | Джон Ньюкомб Тоні Роч    | 5–7, 3–6, 4–6             |
| Перемога  | 1966 | Вімблдонський турнір | Трава    | Джон Ньюкомб | Білл Боурі Овен Девідсон | 6–3, 6–4, 3–6, 6–3        |
| Поразка   | 1967 | Чемпіонат Франції    | Ґрунт    | Рой Емерсон  | Джон Ньюкомб Тоні Роч    | 3–6, 7–9, 10–12           |
| Поразка   | 1967 | Вімблдонський турнір | Трава    | Рой Емерсон  | Боб Г'юїтт Фрю Макміллан | 2–6, 3–6, 4–6             |

### Мікст: 11 (10–1)
| Результат        | Рік  | Турнір                   | Покриття | Партнер       | Суперники                          | Рахунок       |
| ---------------- | ---- | ------------------------ | -------- | ------------- | ---------------------------------- | ------------- |
| Перемога         | 1963 | Чемпіонат Австралії      | Трава    | Маргарет Корт | Фред Столл Леслі Тернер Боурі      | 6–4, 6–4      |
| Перемога         | 1963 | Чемпіонат Франції        | Ґрунт    | Маргарет Сміт | Фред Столл Леслі Тернер            | 6–1, 6–2      |
| Перемога         | 1963 | Вімблдонський турнір     | Трава    | Маргарет Сміт | Боб Г'юїтт Дарлін Гард             | 11–9, 6–4     |
| Перемога         | 1963 | Чемпіонат США (3)        | Трава    | Маргарет Сміт | Ед Рубінофф Джуді Тегарт-Далтон    | 0–6, 6–4, 6–4 |
| Перемога         | 1964 | Чемпіонат Австралії (2)  | Трава    | Маргарет Сміт | Майк Сенгстер Джен Легейн          | 6–4, 6–4      |
| Перемога         | 1964 | Чемпіонат Франції (2)    | Ґрунт    | Маргарет Сміт | Фред Столл Леслі Тернер            | 6–3, 4–6, 8–6 |
| Поразка          | 1964 | Вімблдонський турнір     | Трава    | Маргарет Сміт | Фред Столл Леслі Тернер            | 6–4, 6–4      |
| Перемога         | 1965 | Чемпіонат Франції (3)    | Ґрунт    | Маргарет Корт | Джон Ньюкомб Марія Буено           | 6–4, 6–4      |
| Перемога         | 1965 | Вімблдонський турнір (2) | Трава    | Маргарет Корт | Тоні Роч Дж Тегарт                 | 12–10, 6–3    |
| Перемога         | 1966 | Вімблдонський турнір (3) | Трава    | Маргарет Корт | Денніс Ролстрон Біллі Джин Кінг    | 4–6, 6–3, 6–3 |
| ↓ Відкрита ера ↓ |      |                          |          |               |                                    |               |
| Перемога         | 1968 | Вімблдонський турнір (4) | Трава    | Маргарет Корт | Олександр Метревелі Ольга Морозова | 6–1, 14–12    |